# Boris Babkin
Boris Petrovitch Babkin FRS, M.D., LL.D (em russo:  Бори́с Петро́вич Ба́бкин; 17 de janeiro de 1877 – 3 de maio de 1950) foi um fisiologista russo, que trabalhou na Rússia, Inglaterra e Canadá.

## Títulos e condecorações
- 1904 Doutor em Medicina (M.D.), Kirov Military Medical Academy
- 1924 Honoris causa Doctor of Science, University College London[2]
- 1943 Honoris causa Doctor of Letters, Universidade de Dalhousie[2]
- 1949 Friedenwald Medal, American Gastroenterological Association[2]
- 1950 Membro da Royal Society[1]